# Hugo Friedrich Fries

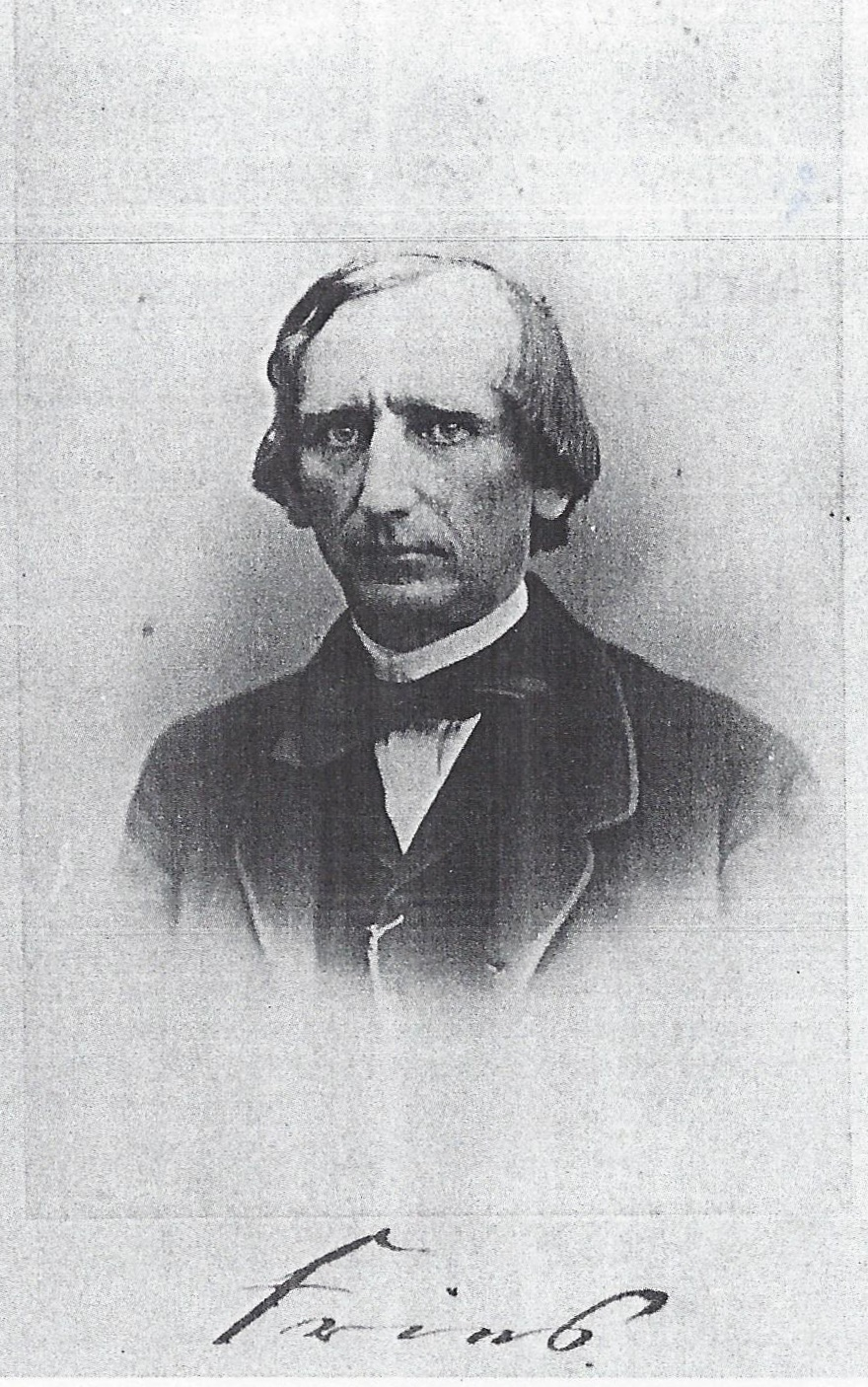
Hugo Friedrich Fries

Hugo Friedrich Fries (* 9. Januar 1818 in Jena; † 25. März 1889 in Weimar) war ein deutscher Richter. Vor und nach der Deutschen Reichsgründung war er Mitglied des Reichstages.

## Leben
Als Sohn von Jakob Friedrich Fries studierte Fries von 1837 bis 1840 Rechtswissenschaft an der Georg-August-Universität Göttingen und der Universität Jena. Er war Mitglied der burschenschaftlichen Gesellschaft auf dem Burgkeller Jena (1837) und der Corps Guestphalia Göttingen (1838) und Thuringia Jena (1841). Nach Abschluss des Studiums trat er 1841 in den Staatsdienst des Großherzogtums Sachsen-Weimar. Von 1845 bis 1850 war er Rechtsanwalt und von 1848 bis 1850 Bürgermeister in Berka. Er zog 1850 nach Weimar und arbeitete dort als Rechtsanwalt. Ab 1862 war er zwölf Jahre lang Vorsitzender des Gemeinderates. Zugleich war er Vorsitzender der Weimar-Geraer-Eisenbahngesellschaft und Landgerichtspräsident. Er war 1859 einer der Gründer des Deutschen Nationalvereins und gehörte dem Vorstand an. Ab 1870 war er Vorstandsmitglied der Nationalliberalen Partei.
Er war Abgeordneter des Landtags des Großherzogtums Sachsen-Weimar-Eisenach und von 1865 bis 1889 dessen Präsident. Im Februar 1867 kam er in den Reichstag (Norddeutscher Bund) und das Zollparlament an. Von der Reichstagswahl 1871 bis zur Reichstagswahl 1874 saß er für die Nationalliberale Partei im Reichstag (Deutsches Kaiserreich). Er vertrat als Abgeordneter den Reichstagswahlkreis Großherzogtum Sachsen-Weimar-Eisenach 1 (Weimar–Apolda).

## Ehrungen
Unvollständige Liste
- Ehrenbürger von Weimar (1874)
- Ehrenbürger von Bad Berka (1886)
- In Weimar wurde 1890 die Friesstraße nach ihm benannt.[4][5]